# UB-78号潜艇
陛下之UB-78号艇是德意志帝国海军于第一次世界大战期间建造的其中一艘UB-III型近岸潜艇或称U艇。它由汉堡的布洛姆与福斯船厂承建，于1917年6月2日新船下水，至同年10月20日交付使用。其全长55.3米，水面及水下排水量分别为516吨和648吨，艇载武器则包括五具500毫米鱼雷发射管以及一门88毫米口径甲板炮。UB-78号入役后曾先后被部署至第五和佛兰德区舰队，并参与了大西洋潜艇战。在五次巡逻期间，该艇合共击沉了英国的1艘商船和1艘辅助军舰，容积总吨累计为1241吨。1918年4月19日，UB-78号在穿越多佛尔屏障时触雷沉没，艇内35名官兵全数阵亡。

## 设计
UB-78号是汉堡伏尔铿船厂承建的UB-III型第二批次（UB-75至UB-79号）的四号艇，由德意志帝国海军潜艇监察局于1916年9月23日向订购，至1917年6月2日下水。其全长55.30米，舷宽5.80米。艇体采用双壳体结构，水面及水下排水量分别为516吨和648吨，浮起时的吃水深度为3.68米。由于无需像UC-II型艇那样提供水雷布设装置，设计工程师对潜艇舷弧进行了优化，增大了司令塔体积，配备两具潜望镜，司令塔与控制室之间增加一道水密舱壁。这些改进显著提高了潜艇的水下机动性和生存力。为了达到更高的航速，UB-78号采用两台猛狮六缸四冲程550匹公制馬力（405千瓦特）柴油机用于水面运行，以及两台394匹公制馬力（290千瓦特）的西门子-舒克特电动发电机用于水下航行；水面最高航速13.6節（25.2每小時），水下7.8節（14.4每小時）；能够在水面以8節（15每小時）航速续航8,680海里（16,080），或以4節（7.4每小時）连续在水下航行55海里（102）而无需充电。
UB-78号的主武器为五具500毫米艇艏鱼雷发射管，其中艇艏四具采用层叠式布局分居两侧、艇艉一具，并可搭载合共10枚G6型鱼雷。辅助武器则是一门88毫米30倍径速射炮。其标准船员编制为3名军官加31名水兵。

## 服役历史
1917年10月20日，UB-78号在首度担任艇长的海军上尉沃尔德马尔·佩特里的指挥下正式入役，随即展开海试。完成海试后，该艇曾先后被编入驻不来梅的第五区舰队和驻泽布吕赫的佛兰德区舰队，并参与了大西洋潜艇战，足迹遍及桑德兰周边海域、福斯湾和泰恩河口。在五次巡逻期间，该艇合共击沉了英国的1艘商船和1艘辅助军舰，容积总吨累计为1241吨。1918年4月19日，UB-78号在穿越多佛尔屏障时触雷沉没，艇内35名官兵全数阵亡。其残骸后由当地潜水员在51°01′N 01°17′E / 51.017°N 1.283°E处寻获。据2014年的一次考察显示，该艇仍笔直地躺在海床上，最大深度为27米，艇艉已被水雷炸掉，艇艏朝下。桅杆、缆绳和艏部网锯都不翼而飞，艇身的外壳上有孔洞。甲板炮与司令塔则仍处于原位。

## 袭击历史摘要
| 日期          | 船名         | 船籍         | 吨位 | 结局 |
| ------------- | ------------ | ------------ | ---- | ---- |
| 1918年3月21日 | 斯特拉森号   | 英国         | 152  | 击伤 |
| 1918年3月22日 | 波莱昂号     | 英国         | 1155 | 击沉 |
| 1918年3月25日 | 边境小子号   | 英國皇家海軍 | 86   | 击沉 |
| 1918年3月26日 | 不列颠之星号 | 英国         | 6888 | 击伤 |

## 脚注
1. ↑  Rössler，第65頁.
2. 1 2  Helgason, Guðmundur. . German and Austrian U-boats of World War I - Kaiserliche Marine - Uboat.net.   [2022-05-08].
3. 1 2  Helgason, Guðmundur. . German and Austrian U-boats of World War I - Kaiserliche Marine - Uboat.net.   [2015-03-08].
4. ↑  Helgason, Guðmundur. . German and Austrian U-boats of World War I - Kaiserliche Marine - Uboat.net.   [2015-03-08].
5. ↑  Helgason, Guðmundur. . German and Austrian U-boats of World War I - Kaiserliche Marine - Uboat.net.   [2015-03-08].
6. 1 2 3  Gröner 1991，第25-30頁.
7. ↑  陈进，第239頁.
8. ↑  陈进，第165頁.
9. ↑  NARS，第119頁.
10. 1 2  Helgason, Guðmundur. . German and Austrian U-boats of World War I - Kaiserliche Marine - Uboat.net.   [2015-03-08].
11. ↑  . Wessex Archaeology. 2015-01  [2022-05-08]. （原始内容 (PDF)存档于2022-05-08）.